# Fresh TV
Fresh TV – kanadyjski producent młodzieżowych seriali animowanych i aktorskich. Zasłynęli z produkcji takich serii jak 6 w pracy czy Wyspa Totalnej Porażki. Założycielami studia i głównymi pomysłodawcami i scenarzystami produkcji są Tom McGillis i Jennifer Pertsch.

## Produkcje
- 6 w pracy - 93 odcinki
- Zafalowani - 52 odcinki
- Moja niania jest wampirem - 26 odcinków + film
- Really Me! - 26 odcinków
- Hareport - 26 odcinków
- Grajband - 26 odcinków
- Wakacje z trupami - film
- Backstage - 15 odcinków

Seria Totalna Porażka:
- Wyspa Totalnej Porażki - 28 odcinków
- Plan Totalnej Porażki - 27 odcinków
- Totalna Porażka w trasie - 26 odcinków
- Totalna Porażka: Zemsta Wyspy - 13 odcinków
- Total DramaRama